# Ebergényi László
Báró ebergényi és telekesi Ebergényi László (1660 – Sopron, 1724. június 25.), császári tábornagy, földbirtokos.

## Élete
Az ősrégi nemesi származású ebergényi és telekesi Ebergényi családnak a sarja. Apja Ebergényi Ádám, földbirtokos, anyja fajszi Ányos Anna volt. Az apai nagyszülei Ebergényi István, földbirtokos és bezerédi Bezerédj Anna; az anyai nagyszülei fajszi Ányos János, földbirtokos és Szemcsey Judit voltak.
Előbb jurátus, majd 1688-tól hadbíró a Nádasdy-huszárezredben. Részt vett a török háborúban, 1690-ben kapitány. 1700-tól ezredes és a volt Pálffy-huszárezred tulajdonosa. 1700. december 5-én I. Lipót magyar király bárói cimet adományozott neki. 1702-től 1705-ig az itáliai hadszíntéren hadakozott, 1706-tól 1711-ig Magyarországon a kurucok ellen harcolt. 1706-ban generális strázsamester, 1708-ban altábornagy. 1714-ben lovassági tábornok lett. 1716 és 1718 között részt vett a török elleni háborúban; a péterváradi csatában a jobbszárnyat vezényelte. Belgrádnál megsebesült, 1723. október 5-én tábornaggyá nevezték ki.

## Házassága és leszármazottjai
Feleségül vette a főnemesi gróf Széchényi családnak a sarját, gróf Széchényi Julianna (1679 – Sopron, 1716. január 6.) asszonyt, nemes Falussy Lászlónak az özvegyét, akinek a szülei gróf Széchényi György (1656–1732), az Egervár és Pölöske váraknak a kapitánya, földbirtokos és beketfalvi Mórocz Ilona voltak. A menyasszony nagyapjának a fivére sárvár-felsővidéki Széchényi György (1603–1695), esztergomi érsek, prímás, katolikus egyházi író volt; az apai nagybátyja báró gyöngyösi Nagy Ferenc (†1704), dunáninneni vicegenerális, a Kanizsával szembeni végek főkapitány-helyettese, zalaegerszegi főkapitány, földbirtokos, akinek a felesége Széchényi Erzsébet volt. Ebergényi László báró és Széchényi Julianna grófnő frigyéből született: 
- báró Ebergényi Ilona. Férje: gróf körösszeghi és adorjáni Csáky György Imre (Szepesi vár, 1677. október 27. – Szepesi vár, 1741. december 4.) főúr, generális.
- báró Ebergényi Anna Julianna (Sopron, 1707. július 9.–†?)
- báró Ebergényi Anna Judit (Sopron, 1708. szeptember 22.–†?)
- báró Ebergényi Eszter (Sopron, 1768. május 18.). Férje: loósi és hédervári gróf Viczay Jób Keresztély (Hédervár, 1701. március 15. – Hédervár, 1734. december 30.) magyar főúr, aranyasarkantyús vitéz, földbirtokos.